# Учитель (издательство)
Издательство «Учитель» —  российское издательство в г. Волгоград.

## Общая информация
Издательство было основано в 1989 году. Издательство «Учитель» прежде всего специализируется на учебно-методической литературе. В последние годы издательство расширило сферу своей деятельности и теперь выпускает журнально-бланочную продукцию (необходимую для ведения документации в учреждении, и не только образовательном), а также наглядно-дидактические материалы и поздравительные дипломы, открытки и т.п. Издательство открыло курсы повышения квалификации для педагогов всех ступеней образования 

## Научная деятельность
Издания:
- журнал «Философия и Общество»
- журнал «История и современность»
- Историческая психология и социология истории|журнал «Историческая психология и социология истории»
- Век глобализации
- Social Evolution & History
- Journal of Globalization Studies

Работу отдела курирует доктор философских наук Л. Е. Гринин.[значимость факта?] 